# Aleksa Gajić
Aleksa Gajić (serbisk kyrilliska: Алекса Гајић), född 20 maj 1974 i Belgrad i Serbien (dåvarande Jugoslavien), är en serbisk serieskapare och regissör. 

### Tecknade serier
- Technotise, serieförfattare: Darko Grkinić, "System Comics", Belgrad, Serbien, 2001 och 2009.
- U šrafovima: kolekcija kratkih stripova, "System Comics", Belgrad, 2003.
- Le Fléau des dieux 1-6, serieförfattare: Valérie Mangin, "Soleil Productions", Toulon,  Frankrike, 2000-2006.
  - Scourge Of The Gods 1-2, "Marvel", New York, 2009-2010.
- Drakko 1-2, serieförfattare: Valérie Mangin, "Soleil Productions", Toulon, 2011-2012.

### Böcker
- Aleksa Gajić: virtual reality - real virtuality / Aleksa Gajić: virtuelna realnost - realna virtuelnost (katalog), Muzej primenjene umetnosti, Belgrad, 2005. Texto: Anica Tucakov, Curator: Marijana Petrović-Raić, 2005, 44 p.
- Aleksa Gajić : héros epiqués et ville du futur / Aleksa Gajić : Epski heroji i grad budućnosti (katalog), "Fabrika", Novi Sad, 2012, Curator: Zdravko Vulin, Studentski kulturni centar, Novi Sad, Institut français de Serbie, Belgrad, 2012, 32 p.
- Skrepbuk, "Moro" och "System Comics", Belgrad, 2012.

## Filmografi
- Technotise - Edit i ja (animation/Sci-Fi/Thriller, Serbien, 2009), regissör, manusförfattare och regissör animation